# Alfa Romeo 125
La firma Alfa Romeo construyó/diseñó una gama de motores de avión basados en los diseños de los motores radiales británicos Bristol Jupiter y Bristol Pegasus , designados Alfa 125, Alfa 126, Alfa 127, Alfa 128, Alfa 129 y Alfa 131. Todos estos motores esencialmente similares se instalaron principalmente en bombarderos italianos utilizados durante la Segunda Guerra Mundial. Alfa Romeo construyó alrededor de 11000 unidades entre 1934 y 1944. Alfa Romeo adaptó el diseño Júpiter/Pegasus (que están muy relacionados) al sistema métrico con materiales locales y equipos autóctonos.

## Diseño y desarrollo
El Alfa Romeo 125 RC proponía la arquitectura radial con 9 cilindros colocados sobre una única estrella común a toda la gama. Basado en el proyecto del británico Bristol Pegasus, fue un desarrollo del mismo también madurado con la experiencia adquirida del más reciente Bristol Jupiter, se caracterizó por la adopción de un compresor centrífugo de una sola velocidad optimizado para el restablecimiento a una altitud de 3000 m y un reductor planetario de velocidad interpuesto a la hélice.
(El sistema de designación de motores italiano incluye un sufijo que indica los principales componentes o atributos. Los más comunes eran R de Riduttore - engranaje reductor - y C de Compressore - compresor/sobrealimentador, seguido de un número que indica la altitud nominal en cientos de metros; los sobrealimentadores de dos velocidades se indicaron con una cifra doble, ejemp: 14/50.

## Principales variantes
- Alfa Romeo Júpiter

El motor Júpiter estándar de 313 kW (420 hp) construido bajo licencia de Bristol Aeroplane Company
- Alfa 125 RC10

Engranaje reductor, sobrealimentado clasificado a 1000 m (3300 ft)
- Alfa 125 RC35 (1934)

Potencia nominal: 485 kW (650 hp) a 3500 m (11 500 pies)
- Alfa 126 RC10 (1935)

Versión civil de 126 RC34 559–597 kW (750–801 hp) a 1000 m (3300 pies)
- Alfa 126 RC32

Engranaje reductor, sobrealimentado clasificado a 3200 m (10500 ft)
- Alfa 126 RC34 (1935)

Potencia nominal: 507–582 kW (680–780 hp) a 3400 m (11200 pies)
- Alfa 127 RC50

Engranaje reductor, sobrealimentado clasificado a 5000 m (16000 ft)
- Alfa 127 RC55 (1937)

Potencia nominal:560 kW (750 hp) a 5500 m (18000 pies)
- Alfa 128 RC18

Potencia nominal:641–717 kW (860–962 hp) a 1800 m (5900 pies)
- Alfa 128 RC21 (1938)

Potencia nominal: 708 kW (949 hp) a 2100 m (6900 pies)
- Alfa 129 RC32

Engranaje reductor, sobrealimentado clasificado a 3200 m (10500 ft)
- Alfa 131 RC14/50 (1943)

Sobrealimentador de dos velocidades, clasificado en 1400 m (4600 pies) en marcha baja y 5000 m (16000 ft) en alta

## Especificaciones (Alfa 128 RC21)
Datos de: Aircraft Engines of the World 1945 / Archivio Storico Alfa Romeo - Volume II
Características generales
- Tipo: radial 9 cilindros refrigerado por líquido
- Diámetro: 146 mm
- Carrera: 190 mm
- Cilindrada: 28,6 l
- Longitud: 1329 mm
- Diámetro: 1400 mm
- Peso neto: 516 kg
- Área frontal: 1,54 m²

Componentes
- Tren de válvulas: 2 válvulas de entrada y 2 válvulas de escape por cilindro operadas por varillas de empuje y balancines
- Sobrealimentador: 1 velocidad impulsada por engranajes, relación 8.8: 1
- Sistema de combustible: 1 carburador de tiro ascendente Mona-Hobson AVT85MC con control de impulso automático de sobrealimentación
- Tipo de combustible: 87 octanos
- Sistema de aceite: 551,6 kPa (80 psi), cárter seco
- Refrigeración: refrigerado por aire
- Engranaje reductor: Engranaje cónico epicíclico relación 0,65:1
- Arranque: de aire comprimido Garelli
- Encendido: 2 Magneti Marelli MF9, 2 bujías por cilindro, alimentados por un arnés blindado

Actuación
- Salida de potencia:
- Despegue: 708 kW (950 hp) a 2300 rpm con un impulso de 1000 mm
- Militar: 641 kW (860 hp) a 2300 rpm a 2100 m
- Crucero: 492 kW (660 hp) a 1800 rpm a 2500 m
- Potencia específica: 24,57 kW/l
- Relación de compresión: 7:1
- Consumo específico de combustible: 0,31 kg/kW/hr (despegue)
- Consumo de aceite: 0,0078 kg/kW/h
- Relación potencia-peso: 0,782 kW/kg

## Aplicaciones
- Breda Ba.64 - (Alfa Romeo 125 RC.35)
- CANT Z.506A Airone - (Alfa Romeo 126 RC.10)
- CANT Z.506B - (Alfa 126 RC.34 / Alfa 127 RC.50 / Alfa 127 RC.55)
- CANT Z.506C - (Alfa 126 R.C.10)
- Caproni Bergamaschi AP.1 - (Alfa Romeo 126 RC.34)
- Caproni Ca.97 - (Alfa Romeo Jupiter)[4]
- DAR-10A (prototype) - (Alfa 126 RC.34)
- Fiat G.12 - (Alfa Romeo 128 RC.18)
- Junkers Ju 52 - (Alfa Romeo 126 RC.34)[5]
- Macchi MC.94 - (Alfa 126 RC.10)
- Macchi M.C.100 - (Alfa 126 RC.10)[6]
- Savoia-Marchetti SM.73 - (Alfa Romeo 126 RC.10 / Alfa 126 RC.34)
- Savoia-Marchetti SM.74 - (Alfa Romeo 126 RC.34)
- Savoia-Marchetti SM.75 - (Alfa Romeo 128 RC.18 / Alfa 128 RC.21)
- Savoia-Marchetti SM.77 - (Alfa Romeo 126 RC.10)
- Savoia-Marchetti SM.79 Sparviero - (Alfa 128 RC.18 / Alfa 125 RC.35 / Alfa 126 RC.34)[7]
- Savoia-Marchetti S.M.79-II - (Alfa Romeo 126 RC.34)
- Savoia-Marchetti S.M.79B - (Alfa Romeo 128 RC.18)
- Savoia-Marchetti SM.81 Pipistrello - (Alfa Romeo 125 RC.35 / Alfa 126 RC.34)
- Savoia-Marchetti SM.82 Marsupiale - (Alfa Romeo 128 RC.18 / Alfa 128 RC.21 / Alfa 129 RC.32)
- Savoia-Marchetti SM.83 - (Alfa Romeo 126 RC.34)
- Savoia-Marchetti SM.84 - (Alfa Romeo 128 RC.21)
- Savoia-Marchetti SM.95 - (Alfa Romeo 128 RC.18 / Alfa Romeo 131 RC. 14/50)